# Estação Los Libertadores
A Estação Los Libertadores é uma das estações do Metrô de Santiago, situada em Santiago. 
Foi inaugurada em 22 de janeiro de 2019. Foi uma das estações terminais da Linha 3, até 2023.
Localiza-se na Avenida Américo Vespucio Norte com Gral. San Martin. Atende a comuna de Quilicura.